# 처절한 정원
처절한 정원(프랑스어: Effroyables jardins)은 프랑스 작가 미셸 깽(혹은 미셸 캥)의 2000년 작품이다. 작품의 시작은 실제 프랑스 1990년에 집행된 나치 측근 모리스 파퐁의 재판을 시작으로 하고 있다.

## 등장 인물
- 주인공: 앙드레의 아들. 어릿광대에 대한 증오심을 가지고 있는데, 이유인즉 교사인 아버지 앙드레가 어릿광대 행위를 하면서 수치와 부끄러움을 받아 자랐기 때문이다.
- 앙드레: 주인공의 아버지. 2차 세계대전 당시에 프랑스가 독일의 지배 하에 있었을 때, 나치에 대항하기 위해 가스똥과 함께 레지스탕스에 들어가 폭파 임무를 맡으나, 얼마 안 되어 붙잡힌다. 니콜의 도움으로 독일군에게서 무사귀환하고, 전쟁이 끝나자 교사 일을 직업으로 삼는다.
- 가스똥: 주인공의 삼촌. 앙드레와 함께 레지스탕스에 가담하고, 독일군에게 붙잡힌다. 니콜의 도움으로 독일군에게서 무사귀환하고 니콜과 결혼한다. 해방 이후 전기공을 직업으로 삼는다.
- 수리공: 니콜의 첫째 남편. 앙드레와 가스똥의 폭파임무에 휘둘려 죽음에 가까운 부상을 맞이한다.
- 니콜: 주인공의 숙모. 수리공과 결혼한 평범한 여성으로, 남편이 죽고 난 뒤 가스똥과 재혼한다.
- 비키(베르나르,베른): 어릿광대 출신의 독일군. 전쟁이 끝나고 영화를 만든다.

## 줄거리
시작은 모리스 파퐁의 재판에 어릿광대 모습을 한 주인공이 출입을 금지당하자, 어릿광대 모습을 벗고 재판에 참석하며 과거를 회상하는 것으로 시작한다. 어릿광대 짓을 하는 아버지, 겨우겨우 연명하는 전기공 가스똥 삼촌과 언제나 유쾌한 니콜 숙모에게 좋은 인상을 가지고 있지 않았던 나는 어느 날 삼촌으로부터 아버지의 과거 이야기를 듣게된다.
아버지와 삼촌은 과거 멋있어 보인다는 이유로 레지스탕스에 들어가, 첫 임무로 기차의 변압기를 폭파시키는 폭파 임무를 맡게된다. 임무는 성공적이였으나 얼마 되지 않아 독일군이 집에 들이닥치고, 범인을 잡아간다는 명목으로 가스똥과 앙드레, 그 외에 마을 주민 두명을 잡아간다. 불운하게도 범인이 나타나지 않으면 인질로 잡힌 넷이 죽음을 맞이하는 법안이 얼마 전에 통과되었고, 인질 넷이 누구가 죽어야 하나 다투는 사이에 보초를 서던 독일군 비키가 여러 장난을 벌인다. 심각한 분위기에 있었던 넷은 비키의 장난에 의해 웃음을 되찾게 되고, 비키에게서 어려운 말을 들어가며 살아나가려고 누구를 범인으로 지목하는 어리석은 일을 하지 말라는 말을 듣는다.
범인이 나오기로 한 마지막 날, 넷은 그 곳에서 나가게 된다. 왜냐하면 기차 변압기를 폭파시킬 때 그 장면을 목격한 수리공이 있었는데, 단지 변압기의 기기를 훔치는 좀도둑인줄 알고 앙드레가 지나간 후 점검을 하다가 폭파에 휘말려서 큰 부상을 입었던 것이다. 사경을 헤멜때 수리공의 부인 니콜은 수리공에게 얼마 남지 않은 목숨으로 범인이라고 거짓자백을 하여 의로운 사람들을 살리자고 한다. 수리공의 거짓자백에 수리공은 그 자리에서 죽고, 앙드레 외 세명은 다른 곳으로 옮겨가게 된다.
이 후 앙드레와 가스똥은 탈출에 성공, 돌아와 다른 일을 하면서 레지스탕스 활동을 계속해 나간다. 전쟁이 끝나고 니콜과 가스똥은 결혼하고, 앙드레는 교사일을 해나가며, 비키는 꿈대로 영화를 만든다. 아버지와 삼촌, 숙모에 불만이 많던 주인공 나는 비키의 영화를 보고 이 이야기들을 삼촌에게서 듣는다.